# Baltusrol Golf Club
De Baltusrol Golf Club is een golfclub in de Verenigde Staten. De club werd opgericht in 1895 en bevindt zich in Springfield, New Jersey. De club beschikt over twee 18-holes golfbanen en werden allebei ontworpen door de golfbaanarchitect A.W. Tillinghast.

## Golfbaan
De club bouwde eerst een 9 holesbaan, de "Old Course", in 1895. Tussen 1918 en 1922 wierf de club golfbaanarchitect A.W. Tillinghast aan om twee 18 holesbanen, de "Lower Course" en de "Upper Course", te ontwerpen en te bouwen. In 1922 werden beide golfbanen officieel geopend voor de golfers.
Informatie van de golfbanen
| Naam  | Par | Categorie                | Lengte (m) | CR   | SR  | Ref         |
| ----- | --- | ------------------------ | ---------- | ---- | --- | ----------- |
| Lower | 72  | Kampioenschap            | 6767       | 76,0 | 147 | [ 4 ] [ 5 ] |
| Lower | 72  | Heren (geel) Tillinghast | 6415       | 74,4 | 143 | [ 4 ] [ 5 ] |
| Lower | 72  | Heren (wit) Club         | 5784       | 71,4 | 135 | [ 4 ] [ 5 ] |
| Lower | 73  | Dames (rood) Curtis      | 5065       | 73,7 | 137 | [ 4 ] [ 5 ] |
| Upper | 72  | Kampioenschap            | 6719       | 75,9 | 151 | [ 6 ] [ 7 ] |
| Upper | 72  | Heren (geel) Tillinghast | 6403       | 74,7 | 147 | [ 6 ] [ 7 ] |
| Upper | 72  | Heren (wit) Club         | 5699       | 70,7 | 140 | [ 6 ] [ 7 ] |
| Upper | 73  | Dames (rood) Curtis      | 5321       | 74,8 | 139 | [ 6 ] [ 7 ] |

## Golftoernooien

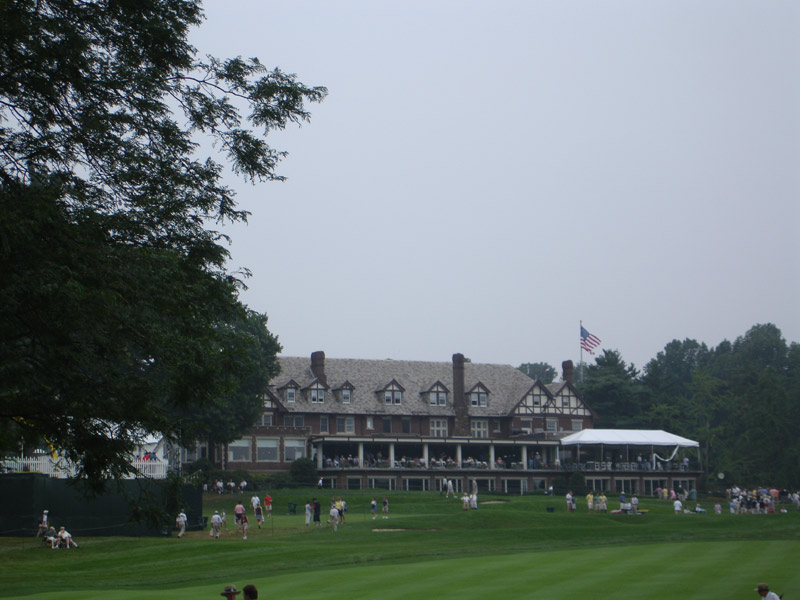
Golfclub ontving het PGA Championship in 2005

De club meermaals verscheidene golftoernooien: US Open, US Amateur, US Women's Open, US Women's Amateur, PGA Championship, Baltusrol Invitational en MGA Carter Cup.
- US Open: 1903, 1915, 1936, 1654, 1967, 1980 & 1993
- US Amateur: 1904, 1926, 1946 & 2000
- US Women's Open: 1961 & 1985
- US Women's Amateur: 1901 & 1911
- PGA Championship: 2005 & 2016